# 橋本卓 (政治家)
橋本 卓（はしもと たかし、1938年（昭和13年）8月16日 - 2009年(平成21年)3月）は、日本の政治家。元大阪府箕面市長（2期）。

## 経歴
広島県出身。神戸大学教育学部卒。箕面市役所に入り、助役などを務める。
1993年箕面市長選挙に立候補し、当選する。1997年に再選。2000年自身の健康問題を理由に市長を辞職した。2009年死去。